# Mukim di Tanjong Maya
Tanjong Maya è un mukim del Brunei situato nel Distretto di Tutong con 3.734 abitanti al censimento del 2011.

## Geografia antropica

### Suddivisioni amministrative
Il mukim è suddiviso in 8 villaggi (kapong in malese):
Tanjong Maya/Meranti, Sebakit, Banggunggos, Penapar (Tanjong Maya), Sungai Damit Pemadang, Sungai Damit Ulu, Bukit Udal, Lubok Pulau.